# Peter Denton

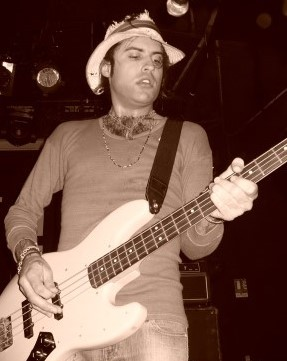
Peter Denton in het Nouveau Casino te Parijs op 6 september 2006.

Peter Denton is een Engelse muzikant.
Peter Denton is tijdelijk plaatsvervanger geweest van Max Rafferty bij The Kooks. Toen Max Rafferty weer terugkwam heeft Peter Denton de band verlaten en is hij vocalist en gitarist van de band 'Paris Trading' geworden, die later vaak als support act voor The Kooks heeft gespeeld in Engeland.
Sinds eind 2008 zit Peter Denton weer bij The Kooks, dit keer als vaste bassist. Toenmailige vervanger van Max Rafferty, Dan Logan, Verliet de band en Denton werd gevraagd om vaste bassist te worden bij de band.